# Fysische geneeskunde
Fysische geneeskunde en revalidatie (FGR of FG&R) is een geneeskundige discipline in België, waarbij – in tegenstelling tot de 'curatieve' geneeskundige specialismen – de focus niet hoofdzakelijk ligt op de diagnose en behandeling van de aandoening, maar ook – en vooral – op de diagnose en de behandeling van de gevolgen ervan, de functionele en de sociale beperkingen.
De fysische geneeskunde spitst zich voornamelijk toe op de problemen van de spieren en pezen. De fysische geneeskunde heeft veel raakvlakken met het Nederlandse revalidatiegeneeskunde en sportgeneeskunde, maar er zijn ook wel verschillen. Zo is neurofysiologische diagnostiek zoals elektromyografie in Nederland onderdeel van de neurologie.

## Oorsprong
De oorsprong van de discipline gaat terug naar het einde van de 19de eeuw, toen zich binnen de geneeskunde een nieuwe tak ontwikkelde dat fysische agentia aanwendde voor de diagnose en de behandeling van tal van aandoeningen. In deze tak van de geneeskunde maakte men onder meer gebruik van elektrische stroom (elektrotherapie en elektrodiagnose), radioactieve straling (radiotherapie en radiodiagnose), ultrageluid (ultrasonotherapie en later ook echografie), licht (actinotherapie en later ook laser), water in zijn verschillende aggregatietoestanden met of zonder geneeskrachtige stoffen (hydrotherapie en balneotherapie) en beweging (kinesitherapie en bewegingstherapie). Naarmate de toepassingen ervan zich uitbreidden, heeft deze 'oerstam' zich opgedeeld in afzonderlijke disciplines, met naast radiologie en radiotherapie de 'fysische geneeskunde' (ook wel 'fysiotherapie' genoemd), waarbij verschillende fysische agentia aangewend werden in de behandeling van musculoskeletale en neurologische aandoeningen. Het doel van de behandeling is hierbij niet zozeer het genezen van de ziekte, maar wel het optimaliseren van het functioneel herstel en de sociale integratie, met andere woorden: de 'revalidatie' van de patiënt.
In de VS ijverden in 1936 onder impuls van Frank H. Krusen enkele gelijkgezinde collega's voor de erkenning van een nieuwe medische discipline: 'physical medicine and rehabilitation'. In 1955 ontstond op het Europese continent de 'Nederlands Vereniging voor Revalidatie en Fysische geneeskunde', waarbij zich een nieuw specialisme van 'revalidatieartsen' ontwikkelde. In 1965 besliste men om ook paramedici op te leiden om de therapie uit te voeren. Hierdoor kon de revalidatiearts zich focussen op de medische aspecten en op de coördinatie van het revalidatieproces.
De oude 'roepnaam' van de beoefenaar van fysische geneeskunde en revalidatie, 'de fysiotherapeut' of afgekort 'de fysio', schept soms misverstanden, aangezien deze term 'phsyiotherapist' in het Engels of 'fysiotherapeut' in het Nederlands de internationale benaming is voor de zorgverlener die men in Vlaanderen 'kinesitherapeut' noemt. Hierdoor worden zij vaker 'fysisch arts' of 'revalidatiearts' genoemd.

## Taken van een fysisch arts
Een fysisch arts legt zich toe op:
- Diagnostiek en behandeling van acute, subacute en chronische pijnproblemen van het bewegingsstelsel, zowel zogenaamde 'mechanische' (d.i. van structurele aard) als 'inflammatoire' (d.i. ontstekingsgebonden) problemen
- Revalidatie bij gedeeltelijke tot volledige verlammingen (na CVA, schedeltrauma enz.)
- Revalidatie bij aangeboren of verworven aandoeningen (bijvoorbeeld amputatie)

Patiënten die verwezen worden naar een specialist fysische geneeskunde en revalidatie weten in het begin vaak niet wat ze van dit type arts mogen verwachten. Bij een eerste contact stellen ze al gauw vast dat ze er een eerder holistische benadering ondervinden met een uitgebreid klinisch onderzoek, zoals bij hun huisarts. Deze arts heeft meer oog voor de gehele persoon, met zijn fysieke én psychosociale karakteristieken, zijn dagelijks functioneren en zijn omgeving.

## Onderzoeken
Een fysisch arts kan verscheidene onderzoeken uitvoeren om zijn diagnose te stellen of te bevestigen. Dit zijn onder meer neurofysiologische technieken zoals een EMG. Ook echografie van het bewegingsstelsel kan tot zijn takenpakket behoren. Een uitgebreide ganganalyse kan ook door de fysisch arts worden gedaan.

## Behandelingen
De behandelingen kunnen onder andere zijn: inspuitingen in een gewricht (bv. platelet rich plasma of PRP), botox-behandelingen (maar dan niet zoals bij esthetische botox-injecties) of extracorporal shockwave therapy (ESWT).
Revalidatie is het gecoördineerde en gecombineerde gebruik van maatregelen op medisch, sociaal, arbeidstechnisch en onderwijskundig terrein die de persoon met een handicap op de voor hem optimale plaats in de samenleving moeten brengen. Revalidatiegeneeskunde vormt een onderdeel van het globale revalidatiegebeuren en betreft het medisch handelen dat zich tot doel stelt om de gevolgen van de ziekte tot een minimum te beperken.